# Rjúkjú-szigeteki füleskuvik
A Rjúkjú-szigeteki füleskuvik (Otus elegans) a madarak (Aves) osztályának a bagolyalakúak (Strigiformes) rendjéhez, ezen belül a bagolyfélék (Strigidae) családjához tartozó faj.

## Rendszerezése
A fajt John Cassin amerikai ornitológus írta le 1852-ben, az Ephialtes nembe Ephialtes elegans néven.

## Alfajai
- Otus elegans interpositus (Kuroda, 1923) - a Dajtó-szigetek
- Otus elegans elegans (Cassin, 1852) - a Rjúkjú-szigetek
- Otus elegans botelensis (Kuroda, 1928) - a Lanyu-szigetek Tajvan szigetétől délre
- Otus elegans calayensis (McGregor, 1904) - a Fülöp-szigetek északi szigetei közül Batan, Calayan és Sabtang

## Előfordulása
Japán, a Fülöp-szigetek és Tajvan területén honos. Természetes élőhelyei a szubtrópusi és trópusi síkvidéki esőerdők, valamint vidéki kertek. Állandó, nem vonuló faj.

## Megjelenése
Testhossza 20 centiméter.

## Természetvédelmi helyzete
Az elterjedési területe nagyon nagy, de több kisebb szigetre korlátozódik, egyedszáma pedig csökken. A Természetvédelmi Világszövetség Vörös listáján mérsékelten fenyegetett fajként szerepel.